# 希望一号
希望一号（XW-1）卫星，国际编号HO-68，是中国第一颗业余无线电通信卫星，也是中国第一颗科普卫星，发射于2009年12月15日。“希望一号”卫星的有效载荷包括一台遥测信标机和三台业余无线电通信转发器，三台转发器分别工作在调频中继模式、线性转发模式和数据存储转发模式。卫星还携带有一台微型彩色宽视场CMOS摄像机和一个青少年科学实验装置。“希望一号”卫星采用非等边八边形立柱构形，星体结构由铝合金框架、承力板以及整星蒙皮构成，卫星采用被动热控方式，电源由体装砷化镓太阳电池阵和锂离子电池联合供电。卫星质量约60千克，星体高480毫米、包络直径680毫米。卫星运行在高度为1200公里的太阳同步轨道，轨道倾角105°，运行周期109分钟。

## 有效载荷

### 业余无线电通信载荷
遥测信标机Telemetry Beacon
- 发射RF Power：23 dBm
- 下行Downlink：435.790 MHz, CW
- 呼号Call sign： BJ1SA

线性转发器Linear Transponder
- 发射RF Power：30 dBm
- 上行Uplink:    145.925 - 145.975 MHz
- 下行Downlink： 435.765 - 435.715 MHz

调频转发器FM Repeater
- 发射RF Power：30 dBm
- 上行Uplink：  145.825 MHz FM，PL 67.0 Hz
- 下行Downlink：435.675 MHz FM

数据存储转发器PacSat BBS
- 发射RF Power：30 dBm
- 上行Uplink:    145.825 MHz  AFSK 1.2 kbps
- 下行Downlink：435.675 MHz  AFSK 1.2 kbps
- 呼号Broadcast:  BJ1SA-11,  BBS:  BJ1SA-12